# Korunní princ Rudolf
Korunní princ Rudolf (21. srpna 1858 zámek Laxenburg u Vídně – 30. ledna 1889, Mayerling) byl jediný syn císaře Františka Josefa I. a jeho manželky císařovny Alžběty Bavorské, rakouský arcivévoda (Erzherzog) a následník trůnu rakousko-uherské monarchie. Panovníkem se nikdy nestal, protože ve svých 30 letech spáchal sebevraždu.

## Mládí

### Narození

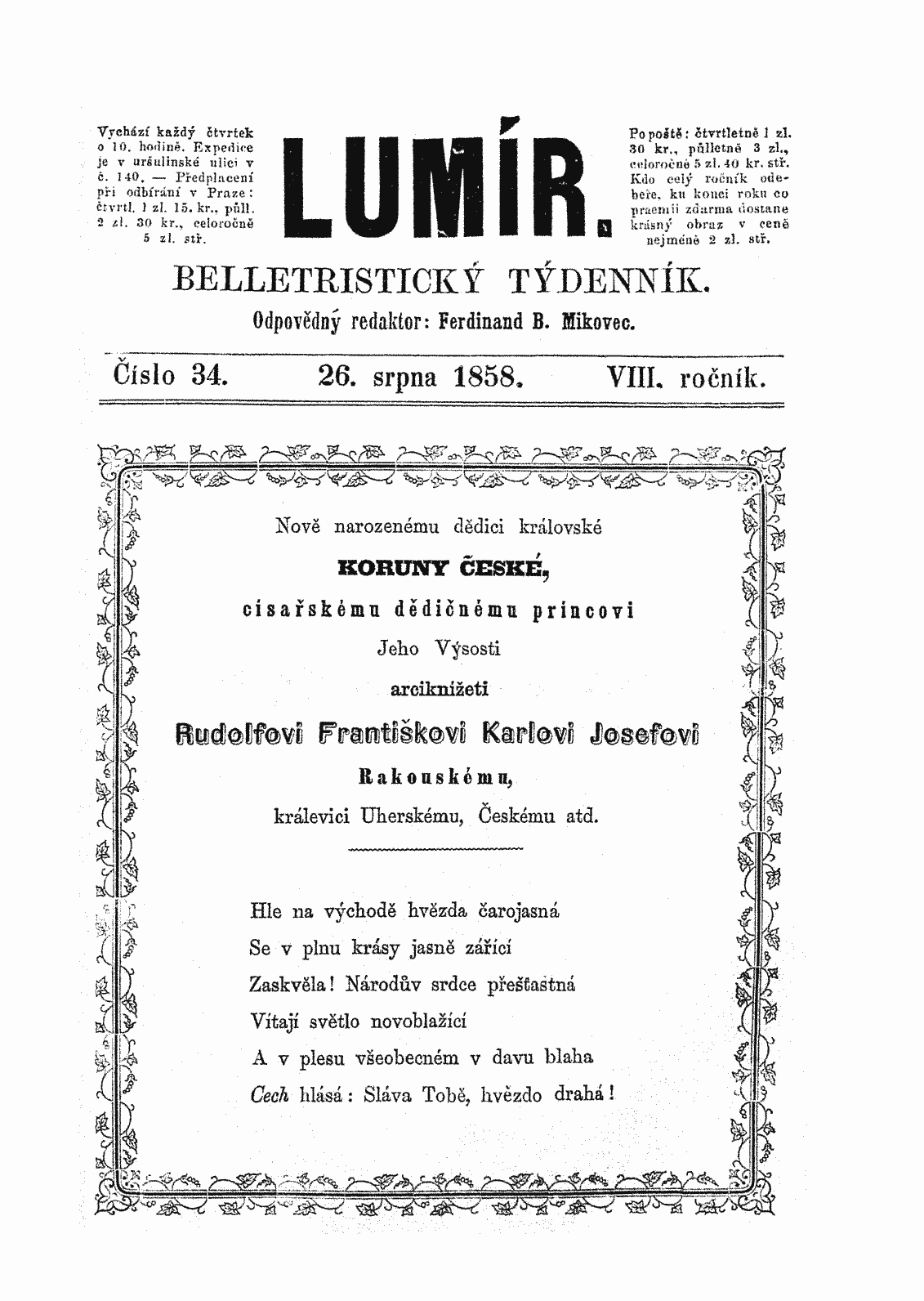
Titulní strana časopisu Lumír, oslavující Rudolfovo narození

Když se 24. dubna 1854 císař František Josef I. oženil s mladou, teprve šestnáctiletou wittelsbašskou princeznou Alžbětou, všeobecně se očekávalo, že mladá císařovna porodí po dlouhých desetiletích korunního prince. Naposledy se totiž lid mohl radovat z narození korunního prince v předešlém století, když se narodil Ferdinand I. „Dobrotivý“ (i když v r. 1830 při narození Františka Josefa se dalo předpokládat, že právě on též jednou usedne na trůn.) Po předchozích dvou těhotenstvích, kdy se narodily dcery, 21. srpna 1858 přišel na svět vytoužený korunní princ, Rudolf František Josef Karel. Lid se radoval – dvacet děl tuto radostnou událost oznámilo 101 výstřely. V celé monarchii se úřední budovy, školy, kasárna rozzářily světly a byly vyvěšeny vlajky, konaly se slavnostní bohoslužby. František Josef I. na památku této události založil ve Vídni nemocnici – Rudolfův špitál – a jmenoval syna od prvního dne jeho života čestným plukovníkem 19. pěšího pluku a též nositelem Řádu zlatého rouna. František Josef chtěl mít ze syna především skvělého vojáka, ovšem – jak se později ukázalo – měl Rudolf vlohy spíše k vědě a technickému pokroku a byl velmi citlivým dítětem. Podle toho byla pro dítě vybrána i chůva – Karolina von Welden, vdova po Ludwigu z Weldenu, který se proslavil v roce 1848 při potlačení uherského povstání. Tato chůva si prý musela nechat poradit, jak se vůbec dítě drží v náručí.

### Od dětství vojákem
To, že se hned při svém narození stal Rudolf plukovníkem, svědčí o císařově opravdové lásce k armádě, neboť takovéto pocty nebyly u Habsburků (a ani jiných vládnoucích rodů) zvykem. Již ve dvou letech přijal korunní princ v Hofburgu delegaci svého pluku, a když mu kapitán řekl, že by bylo vhodné, aby jako velitel jel na koni, malý Rudolf neváhal a přerušil jej s tím, že má koně, ale jenom dřevěného, a tak rozradostněný princ spolu s oním kapitánem dopravili koně z vedlejších místností před delegaci a korunní princ velel jasným hlasem ze sedla. Císař byl potěšen tím, že Rudolf je velmi bystrý a nadaný hoch, ale raději než pokrok v jazycích, počtech, psaní a náboženství, které měl hoch od třetího roku života, by viděl pokroky v tělesném cvičení, jízdě na koni a střelbě, v čemž korunní princ nevynikal, ba naopak. Rudolf byl velmi citlivý a bojácný a neměl pevné zdraví. Předčasná synova duševní zralost v císaři nevyvolávala uspokojení, snad v předtuše budoucích vzájemných konfliktů a odcizení.

### Vojenská výchova
V šesti letech Rudolf dostal vlastní dvůr a nejvyššího hofmistra, jenž byl zároveň i vychovatelem, necitlivého generálmajora hraběte Gondrecourta. Rudolf byl odloučen od své sestry Gisely, čímž se narušilo silné citové pouto k jedinému členu rodiny, se kterým si rozuměl. Otec byl příliš ponořen do svých státnických i vojenských povinností a matku vídal Rudolf zřídkakdy. Císařovna Alžběta totiž raději cestovala a o děti se téměř nestarala. Až když viděla, jak na Rudolfa působí Gondercourtův vojenský dril (např. když ho v noci budil výstřelem z pistole, poléval ho studenou vodou či ho zavřel do obory a pak křičel, že se na něj řítí divočák a Rudolf pak z toho byl roztřesený, pobledlý, bojácný a nemocný) – Alžběta rázně zakročila a zasadila se o nahrazení Gondrecourta hrabětem Latourem, který měl k chlapci citlivější přístup. Přesto však byl Rudolf následky Gondrecourtovy výchovy poznamenán po celý život. Pro Rudolfa matka znamenala spíše krásnou tajemnou ženu. Rudolfova citlivost nepolevila ani v pubertě, ba naopak, blouznivost ještě více zesílila s prvním zájmem o ženy – nejprve o nějakou neznámou dívku z ulice, pak o Rudolfovu pouze o tři roky starší krásnou tetu Marii Terezii, původem z portugalského královského rodu Braganza. Tato arcivévodkyně byla třetí manželkou císařova bratra Karla Ludvíka a nevlastní matkou arcivévodů Františka Ferdinanda d’Este a Otty Františka Josefa.

### Výuka
Jako osmiletý měl Rudolf řadu reprezentačních povinností – např. navštěvoval sirotčince a školy, ve kterých zkoušel stejně staré žáky. Aby stíhal velké nápory učiva, často vstával o čtvrté hodině ranní. Velmi ho zajímal dějepis včetně dějin 18. a 19. století (revoluce let 1789 a 1848). Rudolfův učitel Menger se v něm snažil prohloubit úctu ke vzdělaným lidem, vychoval ho k odmítání předsudků a k toleranci k menšinám, k podporování demokracie a odmítání absolutismu. V Rudolfových sešitech je proto patrný odpor ke šlechtě i duchovenstvu, které stavěl do protikladu k vědě, vzdělání a občanství. Protivila se mu francouzština, řeč nobility. Rudolfův učitel dějepisu Josef Zhisman ho nadchnul pro myšlenku krále ne z Boží milosti, nýbrž zvoleného. Rudolf viděl vzor takového panovníka v Josefovi II., čímž se dostal do sporu se svým strýcem, polním maršálkem arcivévodou Albrechtem, čehož následkem bylo, že si spolu vyměňovali eseje na toto téma, ve kterých oba prezentovali své názory. O to více u něj vzbuzoval zájem jeho učitel přírodovědy, Čech Josef Krist, se kterým navštěvovali muzea, chodili na různé vycházky do přírody a dělali různé pokusy, přičemž vedl svého žáka k tomu, aby o svých pozorováních vedl písemné záznamy. V praxi vysvětlil Krist třináctiletému Rudolfovi i základy rozmnožování – při pobytu v Salcburku navštívili ústav pro umělý odchov ryb. Rudolf prý výklad sledoval se zaujetím, poté plynule přešel k rozmnožování koní. Moderní duch 19. století tkvěl pro mladého Rudolfa jen v přírodních vědách, dějinách a politice, ostatní předměty – umění, literatura, hudba, matematika, jazyky (latina, francouzština, maďarština, čeština, polština), sport i divadlo – ho téměř vůbec nezajímaly. Postupem doby si Rudolf upevňoval (prostřednictvím svých učitelů) názor na politické a sociální dění. Zatímco strýc arcivévoda Albrecht se ho snažil odklonit od příliš liberálních názorů, císař František Josef I. synovy spisy postupem doby, ač mu nedělaly dvakrát dobře, už jen odbýval slovy „Rudolf zase žvaní“.

## Na cestách

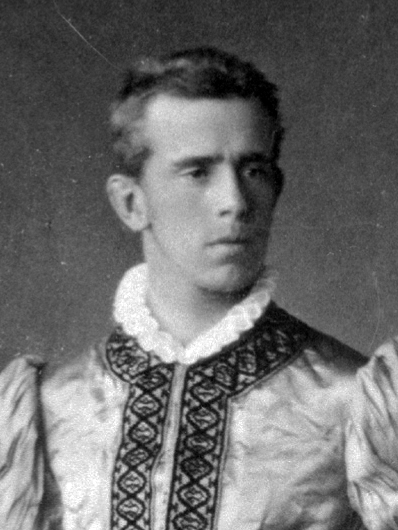
Rudolf v roku 1879

24. července 1877 zakončil Rudolf studia a jeho novým nejvyšším hofmistrem se stal hrabě Karl Bombelles, věrný služebník Habsburků, kandidát arcivévody Karla Ludvíka a potažmo i arcivévody Albrechta. Latour předložil vyúčtování výdajů za výchovu a přidružené výdaje komory korunního prince od listopadu 1864 do konce roku 1877 – celkem 388 546 zlatých 55 krejcarů. Rudolfa velmi mrzelo, že nemohl dál studovat, jak by si to přál (a jak bylo dopřáno jeho vrstevníkovi v Berlíně, korunnímu princi Vilémovi, budoucímu císaři Vilémovi II.), a že se z něj měl stát voják. I přesto, že Bombelles ho neustále lákal od knih ven do přírody či za milostnými dobrodružstvími, knihy Rudolf neodbýval. Velmi želel odchodu svého hofmistra Latoura, „milého starouška“, jak mu Rudolf říkal, a tak jako malou náplast na Rudolfovo psychické povzbuzení povolil císař svému synovi vykonat po ukončení studijní doby několik cest s jedním z Rudolfových nejmilejších učitelů Mengerem. Rudolf se měl seznámit s průmyslem ve Švýcarsku a Anglii. V Anglii se Rudolf snažil (potají, aby o tom ve Vídni nevěděli) setkat s Charlesem Darwinem, leč k jeho zklamání se mu to nepodařilo. Seznámil se tam s novým systémem samovazby pro těžké zločince, který se mu zamlouval (Rudolf byl odpůrcem trestu smrti a chtěl, aby se s vězni zacházelo humánněji).
Tou dobou byla v Anglii také Rudolfova matka Alžběta, která se tam uchýlila z tísnivého císařského dvora. Jako skvělá jezdkyně se bavila jízdou na koních a návštěvami dostihů, ale od Rudolfa si vyžádala slib, aby on na koni nejezdil. Že jejich vztah byl velmi chladný, dokládá i to, že Alžběta rozzuřena nad chováním svého syna předčasně opustila Anglii – Rudolf totiž byl víc než nezdvořilý k Alžbětinu anglickému průvodci Middletonovi, který byl do Alžběty zamilován, což Rudolf těžce nesl. V Anglii Rudolf napsal spis s kritickým postojem vůči rakouské šlechtě, která na rozdíl od anglické nobility mezi sebe odmítala přijmout ambiciózní měšťanskou vrstvu. Kritizoval její rozmařilý způsob života, jakým žila kupříkladu i jeho matka.

### Cesta po Orientu
Původně císařskou rodinou zamýšlenou cestu do Orientu jako poutní a kulturní misi využil korunní princ Rudolf především k lovu a ornitologickým studiím. Rudolf zaznamenával všechny své zkušenosti a výsledky výzkumu do svého deníku, který publikoval v roce 1881 pod názvem „Eine Orientreise”; velkolepý svazek následoval v roce 1884 a populární vydání v roce 1885 pod názvem: „Eine Orientreise vom Jahre 1881 beschrieben vom Kronprinzen Rudolf von Oesterreich illustriert mit Holzschnitten nach Original-Zeichnungen von Franz von Pausinger.” Kniha vyšla také v české, maďarské, italské, francouzské a anglické verzi. Na výrobu ilustračních předloh byl císařským dvorem najat salcburský malíř Franz von Pausinger (1839–1915), jeden z nejznámějších a nejvyhledávanějších malířů loveckých scén v monarchii na konci 19. století. Jeho úkolem bylo umělecky zachytit nejdůležitější zážitky, krajinu a obyvatelstvo. Pausinger po návratu skici zpracoval ve svém salcburském ateliéru jako velkoformátové kresby uhlem.

## Rudolf a ženy
Na zpáteční cestě navštívili berlínský dvůr, kde Rudolf spolu se svým vrstevníkem Vilémem Pruským navštívil několik plesů. Jedna z hohenzollernských princezen ho charakterizovala jako nepříliš hezkého, ale přece přitažlivého. Vážný obličej z něj dělal staršího, narudlé řídké vlasy byly přímo ošklivé. Mluvil překotně, byl sice zdvořilý, ale chladný, až pohrdavý. Rudolf si na základě toho, že se o jeho osobu jakožto korunního prince zajímaly tucty žen, vytvořil svůj obraz o ženách jako takových – většinou jimi pohrdal. Ženy se mu staly pouze nástrojem k uspokojení jeho fyzických potřeb. Žádná z nich na něj, na intelektuálně velmi nadaného mladého muže, nemohla mít vliv, ať už se jednalo o jeho „první lásku“, dvorní herečku Johannu Buskaovou nebo o Helenu Vetserovou (matku jeho pozdější milenky Mary Vetserové, jíž v době Rudolfova flirtu s její matkou bylo šest let). Vliv na něj neměla později ani jeho manželka Stefanie, která si stěžovala, že Rudolf ženy podceňoval a nepovažoval je za rovnocenné bytosti. Rudolfovým ideálem krásy byly malé, černovlasé, něžné ženy, takové, jaká byla jeho milovaná teta, Marie Tereza Portugalská (manželka arcivévody Karla Ludvíka) a jeho milenky Mizzi Casparová a Mary Vetserová.
Co se týče vztahů k mužům, diskutovaným byl vztah k Ludvíku II., bavorskému králi, jeho pokrevnímu bratranci. Lze říci, že ze strany Rudolfa šlo opravdu pouze o čistě přátelský vztah, a to poměrně silný.

## Ornitologie
Rudolfovým obrovským koníčkem byla odmalička zoologie, zvláště pak ornitologie. Již jako dvanáctiletý sepsal pojednání Lovy na orly. V patnácti letech se osobně seznámil na vídeňské Světové výstavě s nejslavnějším ornitologem té doby Alfredem Brehmem, který se stal Rudolfovým častým hostem v jeho rezidenci na Hradčanech. Spolu vedli různé diskuse a účastnili se různých výprav a lovů, např. do Uher, do Španělska, Středomoří atd. Přátelství dokonce pokročilo tak daleko, že v roce 1877 Brehm věnoval oba svazky o ptácích v 2. vydání svého Života zvířat korunnímu princi, z čehož měl Rudolf obrovskou radost. Vznětlivé a obhroublé chování k nelibosti dvořanů Rudolf Brehmovi promíjel. Antipatie dvořanů k Brehmovi umocňovalo i to, že byl protestant, darwinista a svobodný zednář, proto se snažili Rudolfovi přátelství s ním překazit. I když posléze částečně jejich styky ochladly, skutečně jej zničila až o 31 let staršího Brehmova smrt v 1884, již Rudolf upřímně oplakával. Ornitologii Rudolf zůstal věrný až do své smrti. Rudolf byl dokonce 1879 jmenován čestným členem Císařské akademie věd ve Vídni a budapešťská univerzita ho jmenovala svým čestným doktorem, i když sám Rudolf si uvědomoval, že je to díky jeho původu a postavení, ne za zásluhy v oblasti vědy.

## Pražská aféra
Do Prahy Rudolf přijel v roce 1878, kdy sem narukoval jako c. k. plukovník pěšího pluku č. 36. Bydlel na Hradčanech. Češi si od pobytu proslovanského korunního prince slibovali porozumění mezi Prahou a Vídní. Rudolf se v Praze nevěnoval jenom vojenským povinnostem a psaní politických spisů. I přes všechnu práci užíval své relativní volnosti. Účastnil se různých zábav, pitek a dobývání ženských srdcí, což mělo za následek i různé aférky. Když se Rudolf zamiloval do jedné chudé židovky, její rodiče ji poslali na venkov, aby na Rudolfa zapomněla. Dívka tam však zemřela na nervovou horečku, přičemž blouznila jen o korunním princi. Rudolf se samozřejmě nemohl jejího pohřbu zúčastnit, a tak noc co noc navštěvoval její hrob a trávil tam hodiny v žalu a nářku, až jej jednou přistihli hřbitovní hlídači – jaké bylo jejich překvapení, když ho poznali. Zde je patrná paralela s císařem Josefem II. – Rudolf měl v oblibě navštěvovat inkognito chudinské čtvrti. Z této více či méně přikrášlené pražské epizodky však vyplývá na povrch Rudolfova vlastnost trápit se výčitkami a jen s obtížemi je překonávat.
Po korunním princi dostalo svůj název pražské Rudolfinum.

## Manželství

### Svatba

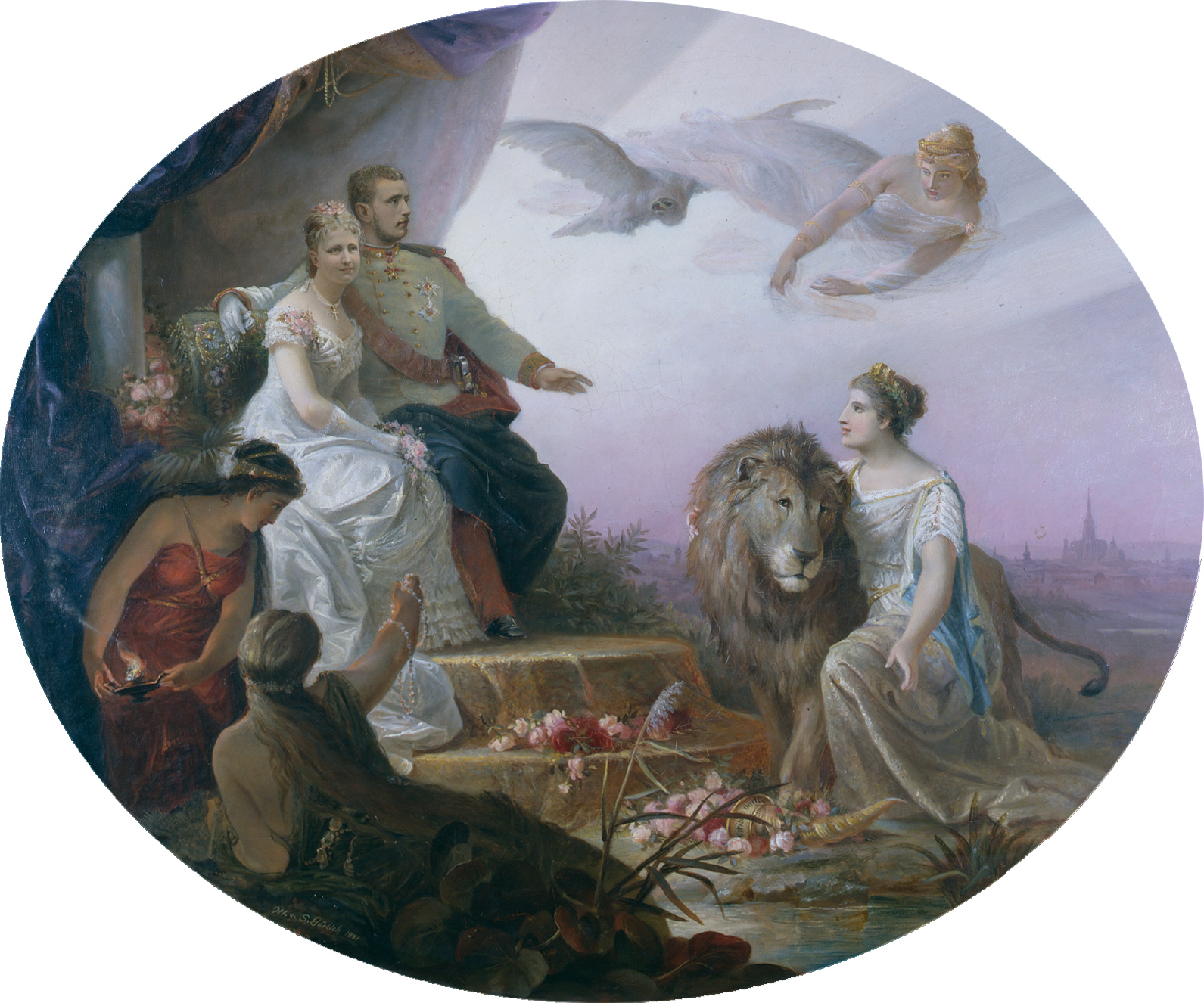
„Alegorie zasnoubení korunního prince Rudolfa a Štěpánky Belgické“ z roku 1881 od brněnských malířek Sophie a Marie Görlich.

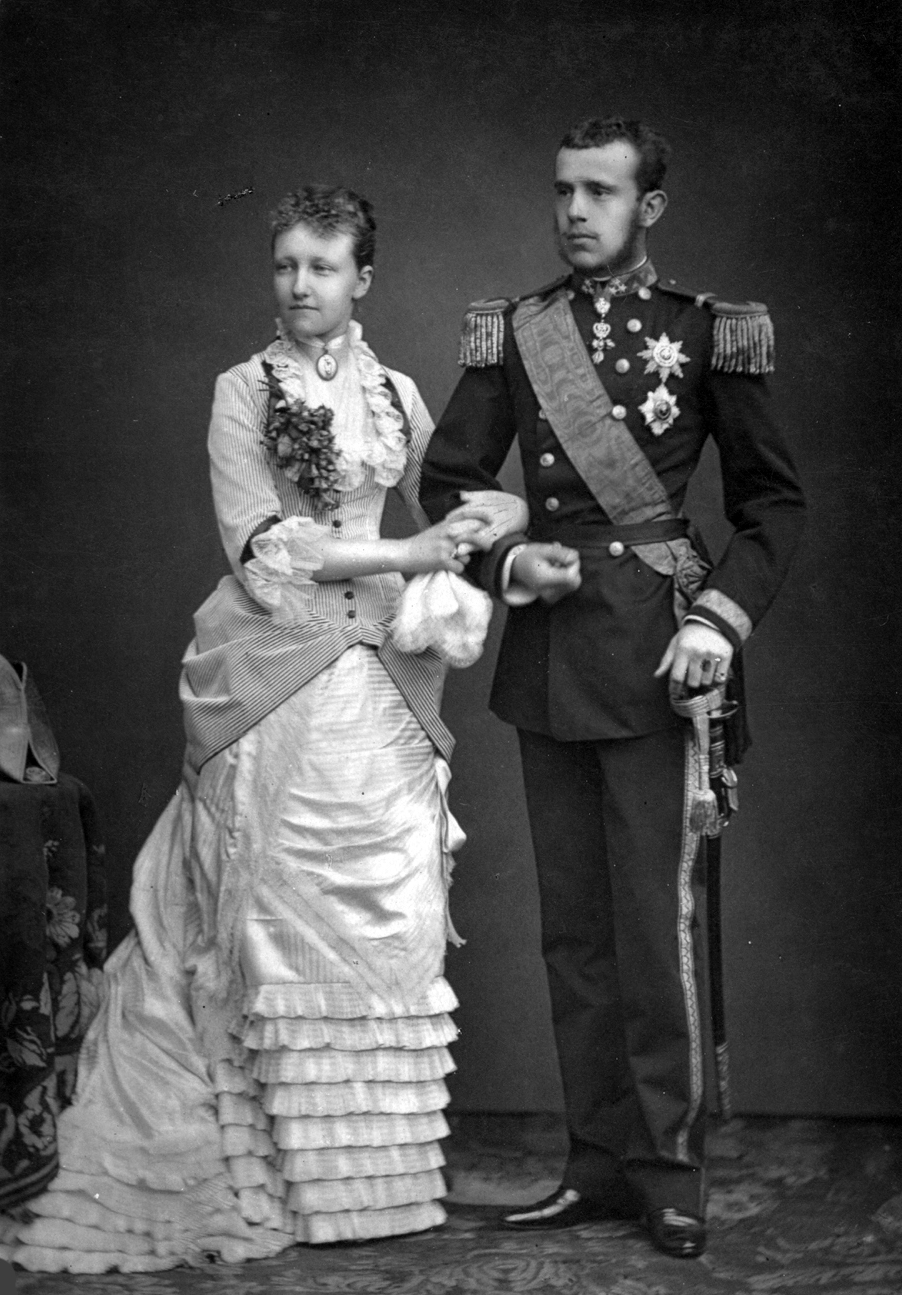
Oficiální snubní fotografie

Jestli o této aféře věděl císařský dvůr ve Vídni, není známo, jisté ale je, že pro Rudolfa hledali nevěstu. Jelikož rovnorodých vládnoucích katolických rodů nebylo mnoho, dostal se rakousko-uherský vyslanec hrabě Chotek v 1879 i na bruselský dvůr, kde žila v úvahu připadající patnáctiletá princezna Štěpánka (Stephanie), druhá dcera belgického krále Leopolda II. Rudolf se tak v březnu 1880 vydal tam, kam byl nasměrován – do Bruselu. Námluvy byly velmi chladné, bledá a nepříliš atraktivní Štěpánka se Rudolfovi mnoho nezamlouvala, přesto bylo budoucímu svazku králem Leopoldem II. požehnáno. Rudolf se tak podřídil zákonitostem arcidomu, ba učinil ještě více – snažil se, aby vypadal jako šťastný ženich. K tomu mu zajisté dopomáhala i metresa, kterou si vzal s sebou do Bruselu, o čemž se dozvěděla Stefaniina matka Marie Henrietta. Ta však nechala tento skandál pod pokličkou, aby se mladý pár nedostal do rozepří hned v počátcích společného života. Svatba se přes odklady (kvůli Stefaniimu zdraví a „pomalému dospívání“) konala 10. května 1881 v augustiniánském kostele ve Vídni. Rakouský lid ji přivítal s nadšením a Štěpánka byla nadšena též. Jízda 62 dvorských ekvipáží v čele s obojími rodiči a mladými manžely musela být v Pratru přerušena, neboť lidský dav znemožnil další jízdu. V Schönbrunnu se konala lidová slavnost, při které pohádkový ohňostroj zaléval celé okolí světlem a na noční obloze zářily iniciály R a S.

### První roky manželství
Rudolf se i přes pozdější Stefaniiny výčitky snažil v prvních letech manželství o to, aby před okolním světem vypadal jejich vztah jako dobrý, což vyplývá z mnoha dopisů přátelům. Stefaniino postavení v rodině přesto nebylo uspokojivé. Na vídeňském dvoře nebudila žádné nadšení, sama její tchyně císařovna Alžběta jí nepokrytě opovrhovala (nazývala ji „ošklivou nemotorou“ či „morální zátěží“), Rudolfova sestra Marie Valérie ji též odmítala, a později se od společného soužití se Stefanií odklonil i Rudolf, takže se korunní princezna cítila na císařském dvoře osamělá a opuštěná, bez jakýchkoli přátel. Přesto zdání rodinné harmonie vyvrcholilo počátkem roku 1883, kdy nebylo pochyb, že Štěpánka je v jiném stavu. Toto období očekávání potomka i sama Stefanie později uznala za opravdu šťastné. Mladý pár očekávaného dědice trůnu nazýval Václav, čímž vyjádřil svou sounáležitost se Zeměmi Koruny české. Stalo se proto určitým zklamáním pro celý dvůr, že dne 2. září 1883 přišla na svět dcerka. Pokřtili ji Alžběta a něžně ji oslovovali po maďarsku Erszi. Porod byl velice těžký, a když Rudolf zanedlouho nakazil Štěpánku kapavkou, ta následkem komplikací už další děti mít nemohla, což ještě zhoršilo její postavení u dvora. Zdrcen tím byl přirozeně i Rudolf, který se vlastní vinou připravil o možnost mít syna.

## Novinář
Jak známo, Rudolf psal vedle vědeckých prací i politické články, v nichž kritizoval otcovu politiku. Právě proto ho dal otec (František Josef I.) sledovat na každém kroku. Tyto články vycházely v deníku Neues Wiener Tagblatt, samozřejmě anonymně. Vydavatel Moriz Szeps, s nímž se Rudolf spřátelil, dokonce pro zachování Rudolfovy anonymity jeho rukopisy přepisoval a teprve přepisy putovaly dále k tisku, zatímco originál směřoval zpět k Rudolfovi. Názory Szepsovy i Rudolfovy byly tak podobné, že odlišit autorství článků je mnohdy obtížné. Snad jen styl pomáhá určit, zda článek psal Szeps – ten rád používal květnatá slova a různé citáty – či korunní princ – ten pro změnu psal přímočaře až sarkasticky. Rudolfovou snahou bylo i smíření a odstranění předpojatostí mezi Židy a křesťany, odstranit sociální, hospodářské i vzdělanostní rozdíly a vychovat dobré rakouské vlastence. Rudolfovým vzorem úspěšného státu byla Francie, republika, pro niž jako zdroj liberálních myšlenek měl hluboké sympatie. Naopak v Německu viděl nepřítele nejen Rakouska, ale i Evropy. Rudolf se ocitl mezi mlýnskými kameny: na jedné straně nenávist šlechty, antisemitů a nacionalistů, na druhé straně obdiv liberálů, buržoazní inteligence, nekatolíků a Židů.

## Osobnost
Přestože Rudolf byl považován za významnou a vlivnou osobnost, on sám při každé příležitosti zdůrazňoval, že tomu tak není, že je jak v politice, tak i ve vědě jen neinformovaným diletantem, byť plným zájmu. Na druhé straně ale to, že se stýkal s různými vědci, politiky a spisovateli, ho nutilo k tomu, aby se dál vzdělával. Rudolf zahajoval Elektrickou výstavu v roce 1883 ve Vídni, účastnil se v roce 1884 Mezinárodního ornitologického kongresu, zasadil se o pořádání Živnostenské výstavy v Antverpách, zahájil v roce 1887 Výstavu hygieny, kde všechny liberály nadchl větou „Nejcennějším kapitálem států a společnosti je člověk“, angažoval se pro Rudolfinský spolek (ten měl za cíl školit ve vlastní nemocnici – Rudolfinském domě, dodnes stojícím – ošetřovatelky pro případ války), z popudu katastrofy při požáru Ringtheatru v roce 1881, kde uhořelo 300 lidí, byl spoluzakladatelem Dobrovolné vídeňské záchranné společnosti.

## Encyklopedie
Rudolf plánoval napsat monumentální lidovou encyklopedii o Rakousku-Uhersku, na níž měla pod jeho záštitou pracovat duchovní elita země. Vydáním takové encyklopedie chtěl u všech národností říše podpořit lásku k vlasti. Toto dílo, Rakousko-uherská monarchie slovem i obrazem, zkráceně nazývané Dílo korunního prince, k němuž sezval plno odborníků, mělo 24 svazků a bylo dokončeno dlouho po Rudolfově smrti, až v roce 1902. První plány na toto dílo pravděpodobně vyšly od arcivévody Jana (Ortha). Vyvstávaly obtíže, především finančního rázu, proto se vydávání encyklopedie tak protáhlo a Rudolf, který byl jinak nestálý a těkavý, prokázal ohledně této záležitosti značnou výdrž. Další překážkou brzdící vydání díla byli Maďaři, kteří si vynutili kromě německé verze i verzi maďarskou, čímž Rudolfovi zmařili vizi jednotně vedené říše. Když v prosinci roku 1885 vyšel první svazek, uspořádal císař pro spolupracovníky přijetí. Rudolf v pokoře políbil císaři uctivě ruku, ten mu dal na přednesenou procítěnou řeč povzbuzující odpověď, vyjádřil spokojenost a nabádal jej k vytrvalosti, ale naprostým nepochopením osoby svého syna byl císařův dotaz na jednoho ze spolupracovníků, zda opravdu úvodní slovo Díla napsal sám Rudolf.

## Vojenská kariéra
Rudolfa tížilo, že za svůj vojenský postup nevděčí svým schopnostem, nýbrž tomu, že byl tím, kým byl. Proto se aspoň snažil být dobrým vojákem. Jeho vojenská kariéra byla následující: od 1. dne života plukovník a majitel 19. pěšího pluku, 1878 plukovník 36. pěšího pluku v Praze, 1879 i velitelem 36. pluku, 1880 generálmajor, 1881 velitel 18. pěší brigády v Praze, 1882 polní podmaršálek, 1883 velitel 25. divize pěších vojsk ve Vídni, 1888 generální inspektor pěšího vojska – tedy kariéra, na níž jiní potřebovali okolo půlstoletí služby a mimořádných vojenských výkonů. Rudolf se za pobytu v Praze u 36. pěšího pluku snažil ve vojenské oblasti vyhranit. Náruživě studoval průběhy bitev, staré plány pochodů, zabýval se novým vývojem válečné techniky založené na elektřině, vlivům nově budovaných železnic i sociálním poměrům uvnitř oddílu. Počáteční snahu a píli postupně otupily neustálé konflikty se strýcem Albrechtem, ale i neustálé brzdění v každém samostatném úsudku ze strany otce, což také vedlo k tomu, že ke konci života již nebyl disciplinovaný, chodil pozdě na inspekce, dělal je velmi povrchně a lajdácky – ukazoval okolí, jemuž chtíval být vzorem, jak ho to vše již nudí; rezignoval. Jezdil jen křížem krážem po rakouských zemích, opravdovou moc neměl, k vojenským konferencím předsedajícím císařem byl zván jen tehdy, když se nejednalo o ničem závažném. Rudolfův vliv byl znemožněn a namáhavé cesty očividně zdravotně i nervově zesláblého prince vyčerpávaly.

## Názory na politiku Rakouska-Uherska
Co se týče sympatií a politiky vůči národům, Rudolf si oblíbil Uhry, naopak nebyl přítelem politiky německého kancléře Otty Bismarcka. Ohledně Balkánu uvažoval o sjednocení Jihoslovanů pod Rakouskou říší, ovšem ne z toho důvodu, aby se Rakousko-Uhersko dále rozrostlo, nýbrž proto, že tyto chudé země podle něj potřebovaly ke svému rozvoji ochranu a pomoc silného státu. Rudolf byl důkladně sledován a informace o jeho osobě putovaly kupř. i k Bismarckovi. O Rudolfovi podávaly informace i osoby, které by Rudolf podezíral až naposledy (např. Maďar László Szögyény, sekční šéf v ministerstvu zahraničí). Oficiální politické agenty se zručností a rafinovaností „vodil za nos“, ale proti špehům byl bezbranný, protože ani nevěděl, kdo je na něho nasazen. Proto byly na místě Rudolfovy zašifrované dopisy i noční schůzky ve vídeňském Hofburgu.
Když na počátku roku 1888 zemřel probismarckovsky orientovaný německý císař Vilém I. a jeho liberální syn Fridrich III. trpěl těžkou chorobou a dalo se očekávat, že do několika měsíců nastoupí na trůn opět probismarckovsky orientovaný Fridrichův syn Vilém II., Rudolfovi se rozplynul sen o demokratické Evropě. Ve spojenectví Rakousko-Uherska s Pruskem (Dvojspolek) a později i Itálií (Trojspolek) viděl krok, který směřoval k zániku Rakouska. Nemohl pochopit, že císař nejde ve stopách Marie Terezie, pro kterou bylo Prusko zavilým nepřítelem, a nespojí se s Francií a Ruskem. V tomto období zániku všech nadějí lze spatřovat definitivní Rudolfovy deprese, které vyústily v mayerlinskou noc. Rudolf psal různé spisy a otevřené dopisy, v nichž vyjadřoval názory na politickou situaci a naděje Rakousko-Uherska pod německým – potažmo Bismarckovým – vedením, ale tyto anonymní články se pravděpodobně nikdy k císařovým rukám nedostaly. Když pak v červnu 1888 nastoupil na německý trůn císař Vilém II., postupem doby Rudolfův vztah vůči Prusku dosáhl až hranice nenávisti, poukazoval, že Rakousko-Uhersko se stalo pruskou provincií. K tomu ještě napomohl osobní spor, kdy Vilém II. přijel na inspekci rakouské armády. Její stav shledal jako velmi nepříznivý, zvláště pak ostré kritice vystavil pěchotu, jejímž generálním inspektorem byl právě Rudolf. Vilém II. řekl Františku Josefovi i Alžbětě otevřeně svůj názor, za což Alžběta kategoricky odmítla, velmi rozhořčena, dále setrvat ve Vilémově společnosti, až se musel Vilém omluvit. Nicméně po návratu do Berlína napsal Františku Josefovi, že má právo upozornit svého spojence na nepořádek v jeho armádě a požadoval zbavit Rudolfa místa generálního inspektora, čehož důsledkem byl ostrý výstup mezi Rudolfem a Františkem Josefem; další krok k Mayerlingu. Zájem císařských rodičů o korunního prince byl již od dětství (s několika výjimkami) nepatrný. Alžběta byla stále na cestách a psala mu zřídka, a to ještě většinou o tom, jak se daří malé Valérii. Otec se s ním sice vídal častěji, ale zajímal se prakticky jen o to, co např. Rudolf zastřelil na různých honech. Rudolf otce bázlivě miloval, ale především se ho obával – nikdy se neodvážil např. ve svých článcích přímo napadnout osobu císaře, jak činil předchozí následník trůnu Maxmilián, ale vždy kritizoval jen okolí císaře. A přece se Rudolf otcovým přáním neprotivil, vždy se snažil otcovy požadavky co nejlépe splnit.

## Poslední léta a smrt

### Zdravotní problémy
Korunního prince mezitím postihla zdravotní katastrofa – oficiálně se hovořilo pouze o revmatismu, bronchitidě, zánětu kloubů a močového měchýře. Na jaře 1886 se Rudolf po prudkém propuknutí nemoci – s největší pravděpodobností tehdy nevyléčitelné kapavky – a úplném vyčerpání odjel zotavit na středozemský ostrov Lacroma, kde nakazil i svou manželku. Tato nemoc byla počátkem jeho konce, což si Rudolf dobře uvědomoval, a oslabovala i jeho vůli. Navíc strach z otce byl příliš velký, než aby ho dokázal požádat o laskavost, a tak se Rudolf přepínal a pracoval do úmoru. V březnu 1887 si na cestě do Berlína vzal poprvé na radu lékaře morfium, aby spolucestující nerušil neustálými nápory kašle. Pak bral morfium už proto, že nebylo zbytí. To spolu s alkoholem a ženami v časech depresí a melancholie, aby unikl tíživé skutečnosti, jeho zlou situaci jen zhoršovalo. Bolesti kloubů byly čím dál trýznivější. Hubl, byl bledý a rychle stárnul. Vystupňovala se agresivita, nervozita, ztrácel vládu nad sebou. Ve svém zoufalství a rezignaci byl nakonec sám sobě největším nepřítelem, za vším začal hledat jen svou vinu. K tomu všemu ho neustále dráždilo srovnávání s německým „bratrem“ Vilémem II. Ten ve svých 29 letech dosedl na císařský trůn a měl čtyři mužské potomky, zatímco on byl jen neustálým čekatelem na císařský titul a neměl ani syna, ani naději na něj (jeho manželce komplikovaný průběh onemocnění kapavkou, kterou ji Rudolf nakazil, způsobil neplodnost).

### Nepochopený, touha po smrti
Na konci roku 1888 již bylo hodně patrno, že Rudolf nemůže počítat ani s žádnou podporou obyvatelstva monarchie. Jedny si popudil svým prožidovským postojem i přáteli z řad Židů (útoky v novinách byly takřka na denním pořádku), druhé pak tím, že byl Habsburk. Antisemitský postoj v monarchii byl v té době velmi výrazný. Nechtíc do něj byla zatažena i císařovna Alžběta, vášnivá obdivovatelka židovského básníka Heinricha Heineho, když se rozhodla věnovat na stavbu Heinova památníku v Düsseldorfu nemalý obnos. Rudolf nad počinem této krásné paní, s níž si vlastně nerozuměl, pociťoval obrovskou pýchu i radost, hrdost, úctu i synovskou lásku. Svého židovského přítele novináře Moritze Szepse v prosinci 1888 poslal do Paříže, aby tam od Heinových příbuzných zakoupil autografy tohoto básníka. Těžko říci, zda císařovna 11 Heinových dopisů jako Rudolfův dárek ocenila, zda pocítila, jak na ní Rudolf lpí synovskou láskou. Zřejmě ne, Alžběta byla příliš zaměstnána zásnubami své nejmilejší dcery Marie Valerie s Františkem Salvátorem a odloučení od ní ji tížilo daleko více. Nepostřehla tedy, že když se Rudolf o Štědrém večeru zhroutil, že je životem znavený, nemocný a zoufalý a že nemůže dál. Na Štědrý večer Alžběta dovedla syna k Valérii coby nevěstě a řekla mu, že doufá, že až budou rodiče jednou mrtvi, že bude o sestru vždy vřele pečovat. Rudolf jí padl kolem krku a propukl v hluboký, zoufalý pláč. Ani císařský pár nemohl udržet slzy. Rudolfovým výrokům, že to s ním spěje ke konci, však nikdo nepřikládal ten význam, který se o pět týdnů později děsivě naplnil.
Jelikož u své rodiny již Rudolf nemohl najít pochopení, nejbližšími a věrnými přáteli pro něj zůstali ti, jimž se veřejnost vysmívala – židovští novináři Szeps, Futtaki, Frischauer a dárce peněz Moritz Hirsch. Ti ho také na Nový rok 1889 vyzývali, aby z titulu korunního prince a šťastné budoucnosti vytrval. Židovský anatom Emil Zuckerkandl s ním vedl rozhovory o smrti, Rudolfovy obavy ze smrti se snažil rozptýlit („smrt není žádným neštěstím, nýbrž nutným, obdivuhodným naplněním života“). Tato slova Rudolfa patrně překvapila a pravil: „… ano, je nutno pohlédnout myšlence na smrt beze strachu do očí.“ Na požádání mu Zuckerkandl poslal vypreparovanou lebku, již měl spolu s revolverem na svém psacím stole, a kterou si několik týdnů před smrtí prohlížela i Mary Vetserová.

### Nešťastné manželství
K tíživé situaci přispívaly i manželské neshody. I když zpočátku bylo manželství se Stefanií ne-li šťastné, tedy alespoň bezkonfliktní, postupem doby se jejich vztahy vyhrocovaly. Štěpánka neschvalovala a nechápala Rudolfův styl života, jeho intelektuální ambice ani jeho známé. Rudolf se snažil, aby alespoň navenek vše vypadalo harmonicky, nedovedl ale být manželce věrný a jeho intimní život se postupně stal až prostopášným. Stefanie mu to neodpouštěla a nerozpakovala se dělat mu žárlivé výstupy ani na veřejnosti, sama roztrpčená a zahořklá tím, že ji samotnou Rudolf nakazil a zneuctil pohlavní chorobou. Tím, že mu pomstychtivě odmítala „jistá manželská práva“, Rudolfa jen utvrzovala v jeho nevázaném životním stylu. Jak Štěpánka, tak Rudolf byli panovační, nesmiřitelní, prchliví, a tak odcizení brzy zapustilo hluboké kořeny. Oba se zraňovali až k neodpustitelnosti – jak se vyjádřila Stefaniina sestra Louisa, která byla přímo zděšena Stefaniiným chladem, když stála u rakve svého mrtvého manžela. Rudolf uvažoval i o rozvodu (resp. zrušení manželství) a se svou žádostí se obrátil na papeže, přičemž argumentoval zejména dynastickou potřebou mužského následníka.[zdroj?] Papež Lev XIII. však tento důvod neuznal (habsbursko-lotrinská dynastie měla ostatně ve vedlejších větvích následníků dostatek) a rozvod nepovolil.

### Přípravy na smrt
Rudolf hodně pracoval, a jelikož byl lačný i požitků, každá minutka mu byla drahá, neustále spěchal. Večer či v noci, když přišel pozdě domů, po dlouhé hodiny pracoval, a aby se udržel vzhůru, pil ledově vychlazené šampaňské smíchané s koňakem, chodil spát ve 2 nebo 3 ráno a za 3 hodiny znovu vstával. Tak to šlo každý den. Navíc byl neustále vysílán na namáhavé služební cesty po celé říši, měl i různé reprezentační povinnosti. Hektický Rudolfův život posledních let měl jediný uklidňující bod – Mizzi Casparovou, ženu, k níž se vždy rád vracel a již opravdu miloval. To bylo jméno, které ještě po desetiletích vyvolávalo u Stefanie pocity nenávisti. Pravděpodobně se Rudolf začal s Mizzi stýkat roku 1886. Čím se stával nešťastnější, neúspěšnější a nemocnější, tím více Rudolf hledal útěchu v ošumělých výčepech na pokraji Vídně, u skleničky vína s Mizzi a hospodským zpěvákem Bratfischem, jehož si najal jako fiakristu, aby nebyl odkázán na služby dvorských kočárů, a následně pak v jejím domě, jenž si pořídila za 60 000 zlatých (pravděpodobně Rudolfova půjčka od barona Hirsche).
S Mizzi poprvé, v létě 1888, hovořil o společné sebevraždě zastřelením v Husarském chrámu u Mödlingu (což se mělo stát jakousi demonstrací – tento chrám je totiž památník za padlé u Aspern a Wagramu, přičemž na hřebenu střechy je nápis „Za císaře a za vlast. Věnováno vynikajícím národům rakouské monarchie.“) – Mizzi se tomu jen smála. Toto popírá teorii o nešťastné lásce k Mary Vetserové, kvůli níž si údajně Rudolf sáhl na život; ta se stala pouhou Rudolfovou společnicí na onen svět. Rudolfovo hledání východiska v smrti spíše poukazuje na souvislost se změnou evropské politiky nástupem Viléma II. Se sedmnáctiletou baronesou Mary Vetserovou, dcerou Heleny Vetserové, která s ním před 10 lety koketovala, se Rudolf pravděpodobně seznámil prostřednictvím své sestřenice hraběnky Marie Larischové, neteře císařovny Alžběty, která Larischové spoluvinu na synově smrti až do své násilné smrti nedokázala odpustit.
Vše započalo asi počátkem roku 1888, ale vztah se zřejmě rozvinul až na podzim 1888, kdy snad i došlo k tomu, že Mary otěhotněla (v době smrti byla ve 4. až 5. měsíci těhotenství). Marie Vetserová se začala nápadně zajímat o střelné zbraně, koncem roku 1888 pak uvažovala nad možností pozřít jed. O Vánocích 1888 poslala Mary hraběnce Larischové svou fotografii s věnováním „Věrná až do smrti“. I Rudolfovy dary byly jednoznačné – železný snubní prsten s vyrytými písmeny I.L.V.B.I.D.T. (In Liebe vereint bis in den Tod – V lásce spojeni až do smrti), medailónek s kouskem plátna s kapkou krve. 13. ledna 1889 padlo konečné rozhodnutí. Mary opět navštívila tajně korunního prince, domů přijela velmi rozrušená a komorné řekla, že by bývalo lepší, kdyby tam dnes nešla. A ještě se potom vyjádřila, že teď musí učinit vše, co od ní žádá, neboť teď už patří jen jemu samotnému. O dva dny později dala vyrýt na pouzdro na cigarety pro korunního prince „13. leden. Díky osudu.“ Dle Maryiny matky, která tak chtěla ze sebe setřást spoluvinu na tragédii na co nejmenší míru, k nim toho dne došlo k prvnímu pohlavnímu styku, čímž chtěla vyvrátit i Maryino těhotenství. Nejblíže pravdě je zřejmě to, že tohoto dne došlo k úmluvě o společné smrti – i proto, že pět dní nato, 18. ledna, Mary, sedmnáctiletá dívka plná života, sepsala svou poslední vůli.

### Životní ztroskotání
Císařští rodiče neměli ponětí o tom, že uvažuje o sebevraždě, ačkoli o tom často mluvil a dával to najevo. Například jednou za přítomnosti hraběnky Festeticsové, Alžbětiny dvorní dámy, nechal zapálit všechny lustry v sále. Když z toho hraběnku začaly bolet oči a upozornila na to Rudolfa, ten jen odvětil: „Nechte mi tu radost, až budu ležet v hrobě, bude temna dost!“. Jediný z jeho blízkých, kdo si něčeho všiml, byla Rudolfova manželka. Přímo se zhrozila nad manželovým vzezřením, když se v lednu 1889 vrátila z cesty po Středozemním moři. V předtuše nejhoršího se dala u císaře ohlásit komorníkem k okamžité audienci, ačkoliv jinak nebylo povoleno se u císaře objevit bez jeho předchozího souhlasu. František Josef I. ji milostivě přijal, na Stefaniiny obavy o tom, že Rudolf je velmi nemocný, že jeho vzhled i chování jí činí velké starosti, a na žádost, aby nařídil synovi odpočinkovou cestu kolem světa, jen v klidu odpověděl: „To je jen tvoje představa. Rudolfovi nic nechybí. Je jen pobledlý, je mnoho na cestách, bere si příliš velké úkoly. Měl by se víc zdržovat u tebe, neměj strach!“ Načež Stefanii propustil a tím dal i císařskou pečeť na osud svého syna. Poslední zoufalý pokus o jeho záchranu zůstal nevyslyšen. Sebevraždě předcházelo politické a lidské ztroskotání. Jeho soukromé neštěstí se jenom přidalo ke zřejmě rozhodující příčině Rudolfovy smrti – řada státníků[kdo?] se totiž vyjádřila, že se Rudolf politicky zcela znemožnil a stal se zdrojem obtíží pro svou vlast a dokonce i jejím ohrožením, pokud by pokračoval ve svém postoji k tehdejší politice Rakouska-Uherska i císaře Viléma II.

### Mayerling

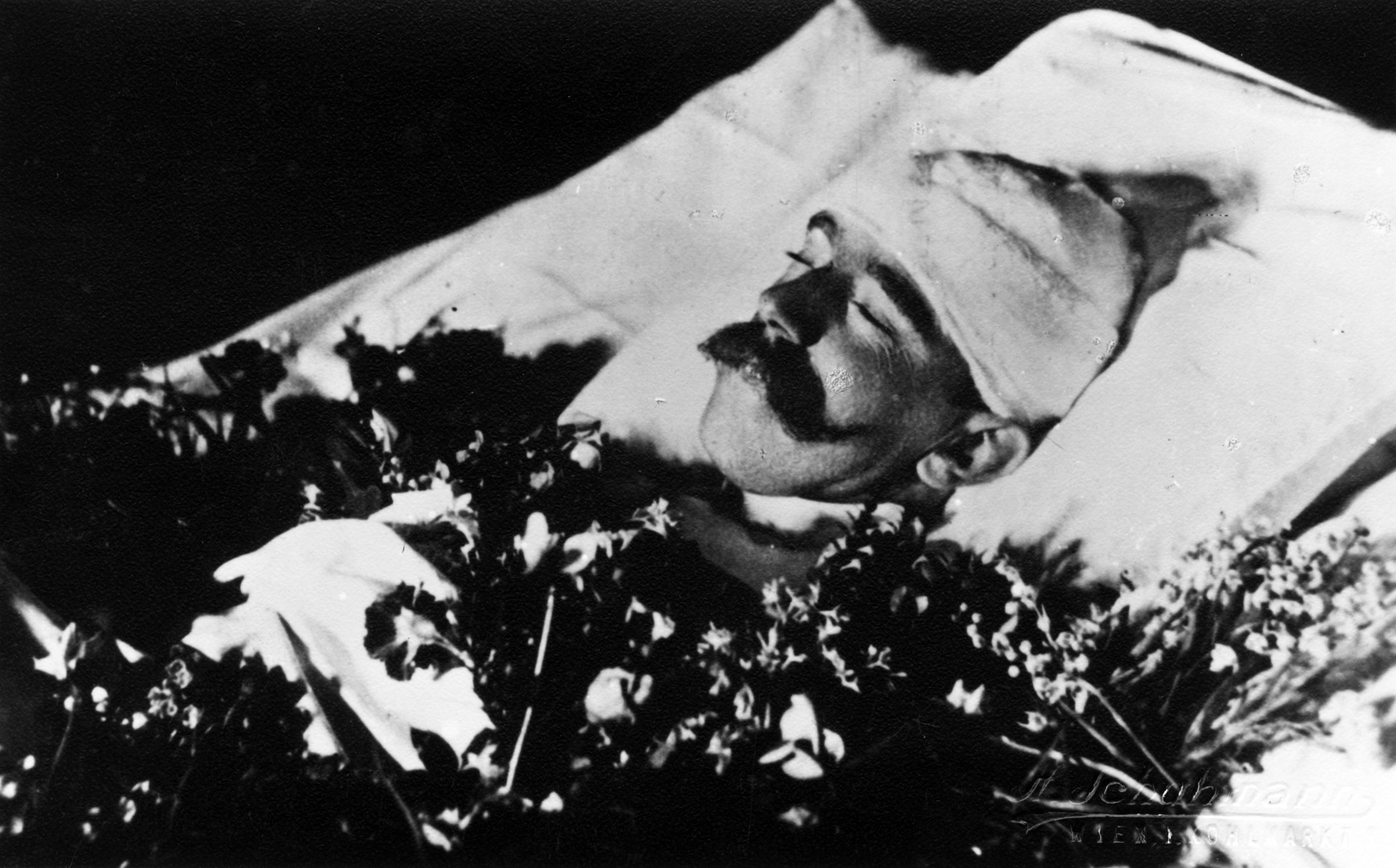
Mrtvý princ Rudolf privátně umístěný v posteli v paláci Hofburg ve Vídni. Hlavu měl ovázanou, aby se zakryly střelné rány. Pro pozdější vystavení v rakvi byla jeho lebka rekonstruována voskem tak, aby vypadal normálně.

V posledních dnech života vystupoval naprosto stejně jako dřív, žádná změna v jeho chování nebyla patrná. V sobotu 26. ledna 1889 v ranních hodinách byl na audienci u svého otce – o čem tam spolu hovořili, se již nikdy nedozvíme, každopádně tam údajně padla slova z úst císařových „Nejsi hoden stát se mým nástupcem.“ V domě Vetserových též toho dne došlo ke skandálu, když Mariina matka dala otevřít objevenou dceřinu skříňku se závětí a výše zmiňovanými předměty.

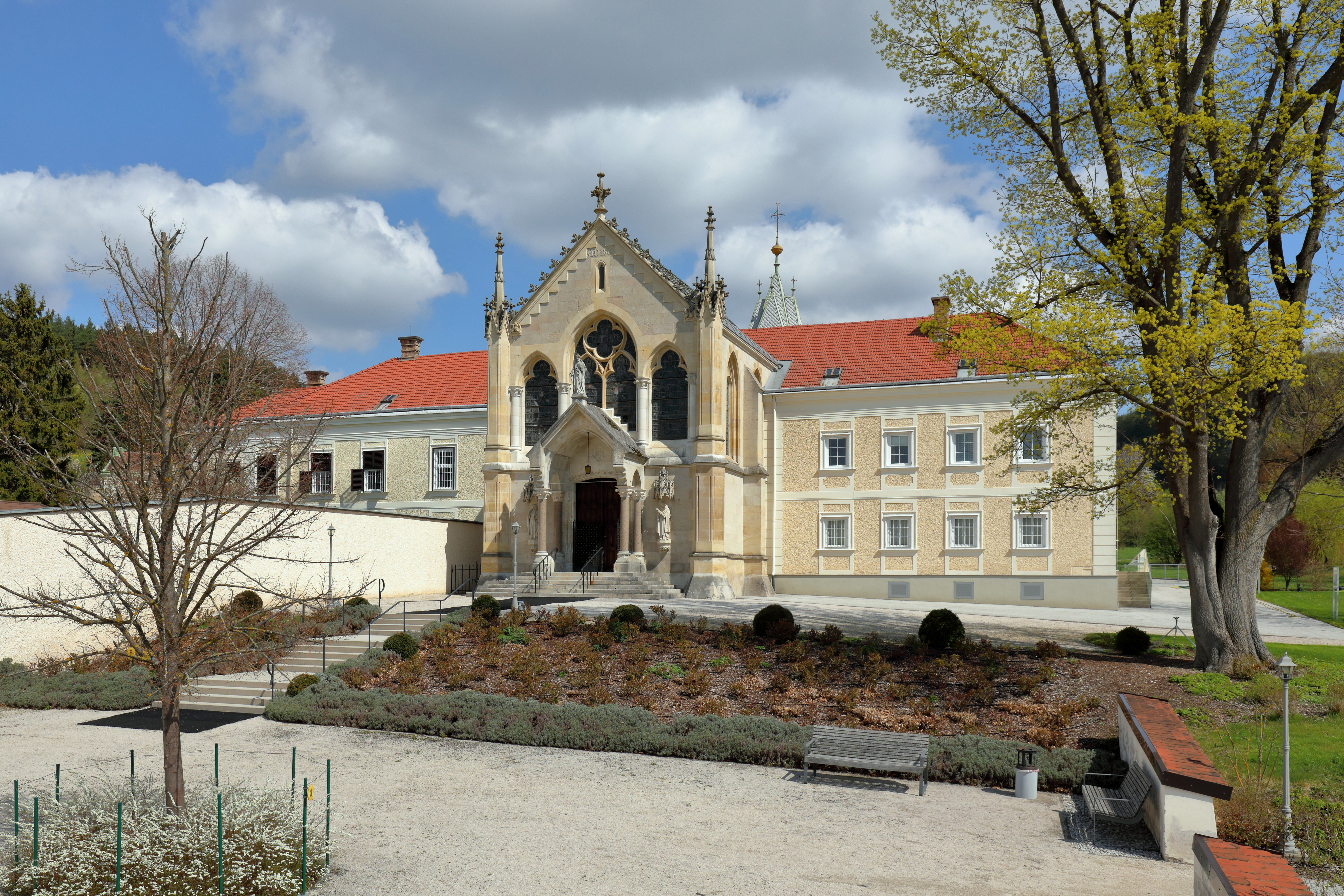
Usedlost Mayerling, kde Rudolf za nejasných okolností zemřel

Jeho odhodlání skoncovat se životem bylo 27. ledna již pevné a nezvratné. Vše dělal s velkým překotem, hon v Mayerlingu přesunul již na 29. a 30. leden. Dělal si pořádek ve svých papírech, kompromitující písemnosti zničil nebo je dával do úschovy přátelům. Na večerním soiré na německém velvyslanectví ve Vídni na počest narozenin Viléma II. si přítomní všimli, jak se Rudolf změnil, jeho stav byl přímo odstrašující – vypadal sklíčeně, smutně, s námahou zadržoval slzy. Naproti tomu baronesa Mary Vetserová tam přímo oslňovala, byla tou svůdnicí, jež se nebojí žádné sokyně, její krása tam vítězně zářila stejně jako její černé oči, jejichž pohled si byl vědom své moci i pocty, že smí vyprovodit korunního prince na jeho poslední cestě. Navíc při závěru tohoto večera došlo ještě k hádce mezi Rudolfem a Stefanií, když Rudolf nedokázal obrátit oči od stojící Mary. Poté strávil noc u Mizzi Casparové, kde vypil velmi mnoho šampaňského. Když ve 3 hodiny ráno odcházel, proti svým zvyklostem jí udělal na čelo křížek. Naposledy ji požádal o společnou smrt v Husarském chrámu. Mizzi se tomu jen smála a nevěřila mu, když jí řekl, že se v Mayerlingu zastřelí.
V pondělí 28. ledna opět pilně pracoval. Službu konajícímu adjutantovi byl nápadný povrchní způsob, jímž vyřizoval vojenské záležitosti. Vymluvil se na prudké bolesti hlavy a požadoval co nejdříve odjet do Mayerlingu, neboť prý venkovský vzduch by mu mohl prospět. Tehdy ještě pravděpodobně sepsal dodatek k závěti a čtyři dopisy na rozloučenou (Valérii, „mé paní“, baronu Hirschovi, Mizzi Casparové). Okolo 11. hodiny se Rudolf rozloučil se Stefanií, když chtěl ještě vidět naposledy dcerku, chůva ho nepustila dovnitř – „Tak hloupé,“ řekl trochu pohněván, „chůva mě nepustila dovnitř, protože Erszi sedí na trůně.“ Poté opustil Vídeň v jednospřežném voze, který sám řídil, ale v doprovodu kočího. V půli cesty do Mayerlingu poslal kočího zpět do Vídně a dál šel pěšky do blízké výletní restaurace, kde na něj již čekala Mary a Bratfisch. Do Mayerlingu dorazili, když se stmívalo. Rudolf šel sám pěšky, Bratfisch s Mary přijel o hodinu později. O Maryině přítomnosti v Mayerlingu věděli snad jen Bratfisch a Loschek, Rudolfův věrný komorník. Bezpečnostní opatření Rudolf činil až s přehnanou pečlivostí – nedal upozornit telegrafickou službu v zámečku, jak bývalo zvykem, četnické stanici zakázal informovat o své přítomnosti, sám zavřel okenice na ulici. 29. ledna svým společníkům, hraběti Hoyosovi a princi Coburgovi, při snídani řekl, že se včerejšího dne nachladil a že bude proto lepší, když se plánovaného honu v Glashütte nezúčastní. Snídaně proběhla ve veselém tónu a na její závěr popřál Rudolf svým společníkům Lovu zdar!
Jak strávil poslední den svého života, není známo. Hraběti Hoyosovi po návratu řekl, že mnoho psal a nevyšel před dveře. K večeru měl Philip Coburg s Rudolfem odjet do Vídně na rodinnou večeři, ale Rudolf poslal Stefanii omluvný telegram pro zdravotní indispozici, proto jel Coburg sám. Při odjezdu Coburga nechal Rudolf po chvíli rozpaků a váhání poslat otci mnoho rukypolíbení. Rudolf povečeřel s Hoyosem, srdečně podebatovali a okolo 21. hodiny si spolu naposledy potřásli rukou. Po Hoyosově odchodu oba milence navštívil Bratfisch a naposledy jim zazpíval a zapískal jejich oblíbené písně. Mary i Rudolf napsali poslední dopisy na rozloučenou. Rudolf především dlouhý dopis své matce (otci se neodvážil, což Františka Josefa I. velmi mrzelo, že syn se s ním nedokázal rozloučit ani písemně), jehož originální znění se nedochovalo (po Alžbětině smrti byl dopis zničen); jsou známy jen některé pasáže z vyprávění Idy Ferenczyové či z citací v deníku Rudolfovy dcery Alžběty. Celou noc Rudolf a Mary vedli vážný rozhovor. 30. ledna v 6:10 Rudolf nařídil Loschekovi, který spal ve vedlejším pokoji, aby šel zapřáhnout. Ještě Loschek nestačil dojít na dvůr a uslyšel dvě rány. Běžel hned zpět, dveře k Rudolfovu pokoji zamčeny, proto přivedl Hoyose (ovšem až po osmé hodině, až když se dostavil ranním vlakem princ Coburg z Vídně, patrně na příkaz Rudolfův), spolu vyrazili výplň dveří, odemkli a spatřili ležet na posteli dvě mrtvá těla v tratolišti krve.

### Pohřeb
Okolo posledních hodin života korunního prince se vyskytla řada nejasností (neboť dvůr z pochopitelných důvodů neměl zájem na tom vypustit do světa pravou příčinu princova skonu), různých podvrhů o zaručeně pravých příčinách Rudolfova skonu, různá mnohdy až fantastická svědectví. Jedno je ale jisté: Rudolfovi nebylo vyhověno v jeho posledním přání, aby byl pohřben po boku Vetserové v kostele v Heiligenkreuzu. Spočinul v hrobce svých předků, v Kapucínské kryptě jako 113. Habsburk 5. února 1889 poté, co byl prohlášen lékařským dobrozdáním na nátlak dvora za duševně chorého (jinak by nemohl mít církevní pohřeb) – naděje Evropy, které nebylo dopřáno prokázat své schopnosti.

## Odrazy v kultuře
Je po něm pojmenován léčivý Rudolfův pramen v Mariánských Lázních.
Životní příběh korunního prince Rudolfa posloužil také několikrát jako námět pro filmaře. V americkém televizním seriálu Mayerling z roku 1957 hráli hlavní postavy Mel Ferrer (Rudolf) a Audrey Hepburnová (Mary Vetserová). Tento seriál se bohužel do dnešních dob nedochoval. Nejznámější je stejnojmenný film z roku 1968 režiséra Terence Younga s Omarem Sharifem a Catherinou Deneuve v hlavních rolích. Rudolfova postava v dětském věku se v roce 2010 objevila i v druhém dílu televizního filmu Císařovna Sissi.
V roce 2006 vznikl v režii Roberta Dornhelma film Korunní princ (The Crown Prince), kde titulní role ztvárnili Max von Thun (Rudolf) a Vittoria Puccini (Mary). V dalších rolích se objevili Omar Sharif (Max Korn) a Klaus Maria Brandauer (císař František Josef I.)
Jako volná předloha posloužil princ Rudolf ve filmu Iluzionista. Ve filmu je sice zván princem Leopoldem, je však korunním princem, synem Františka Josefa I. a inspirace Rudolfovým životem je zřejmá v mnoha momentech filmu včetně Leopoldovy smrti.

## Vývod z předků
|                             |                                      |  |                |                                        |  |  |  |  |  |  |  | Leopold II. |
|                             |                                      |  |                |                                        |  |  |  |  |  |  |  |             |
|                             | František I. Rakouský                |  |                |                                        |  |  |  |  |  |  |  |             |
|                             |                                      |  |                |                                        |  |  |  |  |  |  |  |             |
|                             |                                      |  |                | Marie Ludovika Španělská               |  |  |  |  |  |  |  |             |
|                             |                                      |  |                |                                        |  |  |  |  |  |  |  |             |
|                             | František Karel Habsbursko-Lotrinský |  |                |                                        |  |  |  |  |  |  |  |             |
|                             |                                      |  |                |                                        |  |  |  |  |  |  |  |             |
|                             |                                      |  |                | Ferdinand I. Neapolsko-Sicilský        |  |  |  |  |  |  |  |             |
|                             |                                      |  |                |                                        |  |  |  |  |  |  |  |             |
|                             | Marie Tereza Neapolsko-Sicilská      |  |                |                                        |  |  |  |  |  |  |  |             |
|                             |                                      |  |                |                                        |  |  |  |  |  |  |  |             |
|                             |                                      |  |                | Marie Karolína Habsbursko-Lotrinská    |  |  |  |  |  |  |  |             |
|                             |                                      |  |                |                                        |  |  |  |  |  |  |  |             |
|                             | František Josef I.                   |  |                |                                        |  |  |  |  |  |  |  |             |
|                             |                                      |  |                |                                        |  |  |  |  |  |  |  |             |
|                             |                                      |  |                | Fridrich Michal Falcko-Zweibrückenský  |  |  |  |  |  |  |  |             |
|                             |                                      |  |                |                                        |  |  |  |  |  |  |  |             |
|                             | Maxmilián I. Josef Bavorský          |  |                |                                        |  |  |  |  |  |  |  |             |
|                             |                                      |  |                |                                        |  |  |  |  |  |  |  |             |
|                             |                                      |  |                | Marie Františka Falcko-Sulzbašská      |  |  |  |  |  |  |  |             |
|                             |                                      |  |                |                                        |  |  |  |  |  |  |  |             |
|                             | Žofie Frederika Bavorská             |  |                |                                        |  |  |  |  |  |  |  |             |
|                             |                                      |  |                |                                        |  |  |  |  |  |  |  |             |
|                             |                                      |  |                | Karel Ludvík Bádenský                  |  |  |  |  |  |  |  |             |
|                             |                                      |  |                |                                        |  |  |  |  |  |  |  |             |
|                             | Karolína Frederika Vilemína Bádenská |  |                |                                        |  |  |  |  |  |  |  |             |
|                             |                                      |  |                |                                        |  |  |  |  |  |  |  |             |
|                             |                                      |  |                | Amálie Frederika Hesensko-Darmstadtská |  |  |  |  |  |  |  |             |
|                             |                                      |  |                |                                        |  |  |  |  |  |  |  |             |
| Rudolf Habsbursko-Lotrinský |                                      |  |                |                                        |  |  |  |  |  |  |  |             |
|                             |                                      |  |                |                                        |  |  |  |  |  |  |  |             |
|                             |                                      |  | Vilém Bavorský |                                        |  |  |  |  |  |  |  |             |
|                             |                                      |  |                |                                        |  |  |  |  |  |  |  |             |
|                             | Pius Augustus Bavorský               |  |                |                                        |  |  |  |  |  |  |  |             |
|                             |                                      |  |                |                                        |  |  |  |  |  |  |  |             |
|                             |                                      |  |                | Maria Anna Falcko-Zweibrückenská       |  |  |  |  |  |  |  |             |
|                             |                                      |  |                |                                        |  |  |  |  |  |  |  |             |
|                             | Maxmilián Josef Bavorský             |  |                |                                        |  |  |  |  |  |  |  |             |
|                             |                                      |  |                |                                        |  |  |  |  |  |  |  |             |
|                             |                                      |  |                | Louis-Marie z Arenbergu                |  |  |  |  |  |  |  |             |
|                             |                                      |  |                |                                        |  |  |  |  |  |  |  |             |
|                             | Amálie Luisa Arenberková             |  |                |                                        |  |  |  |  |  |  |  |             |
|                             |                                      |  |                |                                        |  |  |  |  |  |  |  |             |
|                             |                                      |  |                | Marie Adélaïde Julie de Mailly         |  |  |  |  |  |  |  |             |
|                             |                                      |  |                |                                        |  |  |  |  |  |  |  |             |
|                             | Alžběta Bavorská                     |  |                |                                        |  |  |  |  |  |  |  |             |
|                             |                                      |  |                |                                        |  |  |  |  |  |  |  |             |
|                             |                                      |  |                | Fridrich Michal Falcko-Zweibrückenský  |  |  |  |  |  |  |  |             |
|                             |                                      |  |                |                                        |  |  |  |  |  |  |  |             |
|                             | Maxmilián I. Josef Bavorský          |  |                |                                        |  |  |  |  |  |  |  |             |
|                             |                                      |  |                |                                        |  |  |  |  |  |  |  |             |
|                             |                                      |  |                | Marie Františka Falcko-Sulzbašská      |  |  |  |  |  |  |  |             |
|                             |                                      |  |                |                                        |  |  |  |  |  |  |  |             |
|                             | Ludovika Bavorská                    |  |                |                                        |  |  |  |  |  |  |  |             |
|                             |                                      |  |                |                                        |  |  |  |  |  |  |  |             |
|                             |                                      |  |                | Karel Ludvík Bádenský                  |  |  |  |  |  |  |  |             |
|                             |                                      |  |                |                                        |  |  |  |  |  |  |  |             |
|                             | Karolína Frederika Vilemína Bádenská |  |                |                                        |  |  |  |  |  |  |  |             |
|                             |                                      |  |                |                                        |  |  |  |  |  |  |  |             |
|                             |                                      |  |                | Amálie Hesensko-Darmstadtská           |  |  |  |  |  |  |  |             |
|                             |                                      |  |                |                                        |  |  |  |  |  |  |  |             |